# Nelling
Nelling (fràncic lorenès Nellinge) és un municipi francès situat al departament del Mosel·la i a la regió del Gran Est. L'any 2007 tenia 285 habitants.

## Demografia

### Població
El 2007 la població de fet de Nelling era de 285 persones. Hi havia 100 famílies, de les quals 16 eren unipersonals (4 homes vivint sols i 12 dones vivint soles), 28 parelles sense fills, 48 parelles amb fills i 8 famílies monoparentals amb fills.
La població ha evolucionat segons el següent gràfic:
Habitants censats

### Habitatges
El 2007 hi havia 110 habitatges, 103 eren l'habitatge principal de la família i 8 estaven desocupats. 98 eren cases i 12 eren apartaments. Dels 103 habitatges principals, 73 estaven ocupats pels seus propietaris, 24 estaven llogats i ocupats pels llogaters i 6 estaven cedits a títol gratuït; 3 tenien tres cambres, 21 en tenien quatre i 79 en tenien cinc o més. 91 habitatges disposaven pel capbaix d'una plaça de pàrquing. A 45 habitatges hi havia un automòbil i a 48 n'hi havia dos o més.

### Piràmide de població
La piràmide de població per edats i sexe el 2009 era:
| Homes | Edats   | Dones |
| ----- | ------- | ----- |
| 0     | 95 o +  | 0     |
| 0     | 90 a 94 | 0     |
| 4     | 85 a 89 | 0     |
| 0     | 80 a 84 | 0     |
| 0     | 75 a 79 | 4     |
| 16    | 70 a 74 | 4     |
| 4     | 65 a 69 | 4     |
| 8     | 60 a 64 | 4     |
| 0     | 55 a 59 | 8     |
| 4     | 50 a 54 | 4     |
| 16    | 45 a 49 | 8     |
| 12    | 40 a 44 | 16    |
| 12    | 35 a 39 | 20    |
| 4     | 30 a 34 | 4     |
| 8     | 25 a 29 | 0     |
| 28    | 20 a 24 | 0     |
| 12    | 15 a 19 | 24    |
| 8     | 10 a 14 | 0     |
| 12    | 5 a 9   | 0     |
| 8     | 0 a 4   | 4     |

## Economia
El 2007 la població en edat de treballar era de 189 persones, 128 eren actives i 61 eren inactives. De les 128 persones actives 108 estaven ocupades (67 homes i 41 dones) i 20 estaven aturades (7 homes i 13 dones). De les 61 persones inactives 21 estaven jubilades, 10 estaven estudiant i 30 estaven classificades com a «altres inactius».

### Ingressos
El 2009 a Nelling hi havia 104 unitats fiscals que integraven 277 persones, la mediana anual d'ingressos fiscals per persona era de 16.392 €.

### Activitats econòmiques
Dels 13  establiments que hi havia el 2007, 2 eren d'empreses extractives, 1 d'una empresa alimentària, 1 d'una empresa de fabricació d'altres productes industrials, 2 d'empreses de construcció, 3 d'empreses de comerç i reparació d'automòbils, 1 d'una empresa de transport, 1 d'una empresa financera, 1 d'una empresa de serveis i 1 d'una empresa classificada com a «altres activitats de serveis».
L'any 2000 a Nelling hi havia 12 explotacions agrícoles que ocupaven un total de 459 hectàrees.

## Equipaments sanitaris i escolars
El 2009 hi havia una escola elemental integrada dins d'un grup escolar amb les comunes properes formant una escola dispersa.

## Poblacions més properes
El següent diagrama mostra les poblacions més properes.